# VG (チアリーダー)
VG（チアリーダー）（ぶいじー、VOLTERS GLITTERの略）は、日本のチアリーディングチームである。
日本のプロバスケットボールチームである熊本ヴォルターズ専属。前身組織である「ぼるたんガールズ」、および派生ユニット「ぼるたんのお姉さん」についても記述する。

## 沿革

### 「ぼるたんガールズ」の結成
2016年のB.league誕生の際、リーグに所属する球団ではチームとともに公式チアリーディングチームを定めたが、熊本ヴォルターズだけは唯一専属チームを置かず、メリーホッパーズ・Redy Luck・RFCなどの外部チームに委託するという形をとった。
「B.LEAGUE ALL STAR GAME 2018」の熊本開催決定を契機とした2018年1月、「明るく元気で親しみやすくて、一緒に会場を盛り上げてくれて、アイドルとスタッフの中間のようなグループ」として応援ユニット「ぼるたんガールズ」が結成された。初代GMにはご当地タレントの緒方由美が就任した。
5月2日、常盤よしこキャプテン以下7名と「特別指定ガールズ」契約を締結し、活動が開始される。
| メンバー   |            | メンバー |  | メンバー |  |
| ---------- | ---------- | -------- |  | -------- |  |
| 常盤よしこ | キャプテン | ななせ   |  | さとか   |  |
| あおい     |            | まゆ     |  | まなみ   |  |
| かりん     |            | りりか   |  |          |  |

その後新たにまおまお・みゆみゆが加入するも、7月10日にホーム開幕試合においてダンスパフォーマンスを披露することが急遽決定すると、本来チアリーディングを想定していなかったユニットであるため一部のメンバーは活動を終了した。RFCのチアAYA・KANA両名がアドバイザーに就任し、九州学院高等学校のチアダンス部「ミリアムズ」および同監督の後藤佑佳子・吉田さちこ両名を講師に迎え、練習が開始される。台風24号接近により試合開催が危ぶまれたものの、パフォーマンスは無事に披露された。このパフォーマンスをもって常盤は公式活動を終了し、みゆみゆは当シーズンをもって卒業した。
| メンバー |  | メンバー |  | メンバー |                      |
| -------- |  | -------- |  | -------- | -------------------- |
| あおい   |  | まゆ     |  | みゆみゆ | シーズン終了時に卒業 |
| かりん   |  | りりか   |  |          |                      |
| ななせ   |  | まおまお |  |          |                      |

### 幻となったダンスユニットへの転換
2019-20シーズン、「ぼるたんガールズ」は「VOLTERS GIRLS」（略称：VG）へ改称された。その際「まおまお」は「まお」となる。
| メンバー |                      | メンバー |                      |
| -------- | -------------------- | -------- | -------------------- |
| あおい   |                      | まゆ     | シーズン終了時に卒業 |
| かりん   | シーズン終了時に卒業 | りりか   |                      |
| ななせ   |                      | まお     | シーズン終了時に卒業 |

2020年1月21日、かりん・まおの卒業が発表される。まゆはいったん卒業を発表するが、翌2021-22シーズンから「VG」がダンスユニットへ改組される運びとなった決定を受け、卒業時期を1年延期することを決めた。しかし2020年4月2日、新型コロナウィルス感染症の流行を受けて熊本県より公布された活動自粛要請にしたがいクラブは活動を制限し、「VG」も足並みをそろえた。その後、2020-21シーズンの全期活動休止が発表されると、まゆは当初の予定通り2019-20シーズンをもって卒業した。

### 全期活動休止と「ぼるたんのお姉さん」の派生
2020-21シーズンは、新型コロナウィルス感染対策としてクラブ運営は必要最小限で行うこととなり、表立った活動を休止した。
| メンバー |                                         | メンバー |  |
| -------- | --------------------------------------- | -------- |  |
| あおい   | シーズン終了時に卒業                    | りりか   |  |
| ななせ   | シーズン終了時に卒業→ぼるたんのお姉さん |          |  |

2021年2月17日、メンバーあおいの卒業が発表される。
3月30日、ななせの「VG」卒業および「ぼるたんのお姉さん」への就任が発表された。2022-23シーズンにはVGチア一期生のメンバーももかが加わって２名体制となり、これまでの活動に加えて楽曲「ぼるたん体操」が振付とともに会場で流されるようになり、会場の盛り上げに貢献した。2023年5月22日、ももかの卒業が発表され再び1名体制となった。

### チアリーディングチーム「VG」の誕生
2021年4月25日、吉田佐知子をディレクターに迎え、チアリーディングチームとしての「VG」の編成が発表された。チアスクールも併設され、チアリーディングの普及と、チアリーディングを通した地域活性化促進への貢献もはかられた。

#### 第1期（VG：8名・TEENS：2名）
6月20日、第1期生およびコスチュームが発表される。
| メンバー | 読み   |                                          | メンバー | 読み   |                                         |
| -------- | ------ | ---------------------------------------- | -------- | ------ | --------------------------------------- |
| MIYU     | みゆ   | 元「ぼるたんガールズ」みゆみゆ           | CO       | こう   | 副キャプテン                            |
| RIRIKA   | りりか | 「ぼるたんガールズ」より加入、キャプテン | MOMOKA   | ももか | シーズン終了時に卒業→ぼるたんのお姉さん |
| HONOMI   | ほのみ |                                          | LILI     | りり   |                                         |
| YUNA     | ゆうな |                                          | NANAKO   | ななこ | VG TEENS                                |
| AOI      | あおい | 「ぼるたんガールズ」のあおいとは別人     | ZAYA     | さや   | VG TEENS                                |

2022年3月31日、アシスタントディレクター移行に伴うHONOMIのパフォーマー活動休止が発表される。VG TEENSのZAYAも、学業専念のためメンバーを卒業した。

#### 第2期（VG：9→8名・TEENS：1名）
7月1日、第2期生が発表される。
| メンバー | 読み   | 期 |              | メンバー | 読み   | 期 |              |
| -------- | ------ | -- | ------------ | -------- | ------ | -- | ------------ |
| RIRIKA   | りりか | 2  | キャプテン   | NANAKO   | ななこ | 2  | VG TEENS     |
| CO       | こう   | 2  | 副キャプテン | SAKI     | さき   | 新 |              |
| MIYU     | みゆ   | 2  |              | NATSUKI  | なつき | 新 | 22.10.18脱退 |
| AOI      | あおい | 2  |              | RUNA     | るな   | 新 |              |
| LILI     | りり   | 2  |              | NANAMI   | ななみ | 新 |              |

2023年5月22日、AOI・LILI・SAKIの卒業が発表された。このうち、チアスクール講師としての活動を継続していたAOIは、従来のレッスンに加え、2023-24シーズンから新設されたK-POPコースの講師となった。

### 「VOLTERS GIRLS」から「VOLTERS GLITTER」へ

#### 第3期（VG:8→7名・TEENS：1名）
2023年6月26日、第3期生が発表される。当初は8名であったが、9月1日に7名体制となった。
| メンバー | 読み   | 期 |              | メンバー | 読み   | 期 |                        |
| -------- | ------ | -- | ------------ | -------- | ------ | -- | ---------------------- |
| RIRIKA   | りりか | 3  | キャプテン   | RUNA     | るな   | 2  |                        |
| CO       | こう   | 3  | 副キャプテン | NATSUMI  | なつみ | 新 | メリーホッパーズと兼務 |
| MIYU     | みゆ   | 3  |              | YOSHI    | よし   | 新 | 男性メンバー           |
| NANAMI   | ななみ | 2  |              |          |        |    |                        |

チーム初の男性メンバー加入に伴い、これまで「VOLTERS GIRLS」であった「VG」は、「光る・輝く」「生き生きとする、魅了する」という意味を持つ「GLITTER」を用いた「VOLTERS GLITTER」へと改められた。「自らが光り輝くとともに、常に生き生きと観ている方々を魅了し、ヴォルターズをより輝くクラブへ引き立てる存在として邁進」するとした。
2024年1月23日、新メンバー3名の加入が発表され、第1期以来となる10名体制となる。
4月13日、学業専念のためVG TEENSのYOSHIが、5月14日にはLINOの卒業がそれぞれ発表された。
| メンバー | 読み   | 期 |              | メンバー | 読み   | 期 |                        | メンバー | 読み   | 期 |                 |
| -------- | ------ | -- | ------------ | -------- | ------ | -- | ---------------------- | -------- | ------ | -- | --------------- |
| RIRIKA   | りりか | 3  | キャプテン   | RUNA     | るな   | 2  |                        | LINO     | りの   | 新 | 24.1.23加入発表 |
| CO       | こう   | 3  | 副キャプテン | NATSUMI  | なつみ | 新 | メリーホッパーズと兼務 | MIZUKI   | みずき | 新 | 24.1.23加入発表 |
| MIYU     | みゆ   | 3  |              | YOSHI    | よし   | 新 | 男性メンバー、VG TEENS |          |        |    |                 |
| NANAMI   | ななみ | 2  |              | KURUMI   | くるみ | 新 | 24.1.23加入発表        |          |        |    |                 |

#### 第4期（VG:10→9名・TEENS：2名）
2024年7月10日、第4期生が発表される。高校生2名を加えて12名体制となるも男性パフォーマーの加入はなかった。
さらに当シーズンからダンスパフォーマンスに加え、会場内を紹介する館内映像が中継される際のアシスタントとしての役割が加わった。
| メンバー | 読み   | 期 |                   | メンバー | 読み   | 期 |                        | メンバー | 読み   | 期 |                |
| -------- | ------ | -- | ----------------- | -------- | ------ | -- | ---------------------- | -------- | ------ | -- | -------------- |
| RIRIKA   | りりか | 4  | キャプテン        | RUNA     | るな   | 3  |                        | AOI      | あおい | 新 | コーチより復帰 |
| CO       | こう   | 4  | 副キャプテン      | NATSUMI  | なつみ | 2  | メリーホッパーズと兼務 | NICHIKA  | にちか | 新 |                |
| NANAMI   | ななみ | 3  | 副キャプテン/新規 | KURUMI   | くるみ | 2  |                        | CHISAKI  | ちさき | 新 | VG TEENS       |
| MIYU     | みゆ   | 4  |                   | MIZUKI   | みずき | 2  |                        | ARISA    | ありさ | 新 | VG TEENS       |

9月3日、副キャプテンのCOがプレシーズンマッチでの演技を最後にパフォーマー活動を終了する旨が発表され、11名体制となった。
| メンバー | 読み   | 期 |              | メンバー | 読み   | 期 |                             | メンバー | 読み   | 期 |          |
| -------- | ------ | -- | ------------ | -------- | ------ | -- | --------------------------- | -------- | ------ | -- | -------- |
| RIRIKA   | りりか | 4  | キャプテン   | NATSUMI  | なつみ | 2  | メリーホッパーズと兼務      | NICHIKA  | にちか | 新 |          |
| NANAMI   | ななみ | 3  | 副キャプテン | KURUMI   | くるみ | 2  |                             | CHISAKI  | ちさき | 新 | VG TEENS |
| MIYU     | みゆ   | 4  |              | MIZUKI   | みずき | 2  |                             | ARISA    | ありさ | 新 | VG TEENS |
| RUNA     | るな   | 3  |              | AOI      | あおい | 新 | コーチより復帰(通算は3期目) |          |        |    |          |

2025年2月13日にRUNA・KURUMI、26日にはNATSUMIの今シーズン限りでの卒業がそれぞれ発表された。

#### 第5期（10名）
2025年6月4日、VG兼フロントスタッフとしてRIRIKA、チアスクールのアシスタント講師MAHOが他メンバーに先がけ加入を発表される。7月12日、メンバー8名が発表され、その際、当シーズンより「チアリーダーを職業に」という思いのもと正社員雇用・プロ契約を積極的に推進する方針へ切り替わり、その嚆矢として先に加わった2名の正社員雇用が併せて告知された。
| メンバー | 読み   | 期 |                                              | メンバー | 読み   | 期 |  | メンバー | 読み   | 期 |                                | メンバー | 読み | 期 |            |
| -------- | ------ | -- | -------------------------------------------- | -------- | ------ | -- |  | -------- | ------ | -- | ------------------------------ | -------- | ---- | -- | ---------- |
| RIRIKA   | りりか | 5  | チアスクール統括ディレクター兼任、正社員雇用 | MIYU     | みゆ   | 5  |  | CHISAKI  | ちさき | 2  |                                | MAHO     | まほ | 新 | 正社員雇用 |
| NANAMI   | ななみ | 4  | キャプテン                                   | MIZUKI   | みずき | 3  |  | ARISA    | ありさ | 2  |                                |          |      |    |            |
| AOI      | あおい | 2  | バイス（副）キャプテン                       | NICHIKA  | にちか | 2  |  | YOSHI    | よし   | 新 | 3期以来2度目、男性パフォーマー |          |      |    |            |

## 熊本ヴォルターズチアスクール
チームとともに地域活性化促進に貢献するというトップチアVGの活動内容の一つとして立ち上げられた。「チアスピリッツを通して子どもたちがそれぞれの未来を切り拓いていく原動力を養」うことを理念に掲げ、「将来、チアスクール出身の子どもが、ヴォルターズのホームゲーム会場をはじめ様々な場所で活躍すること」を目標に、「踊る楽しさ、応援のちからを届ける喜びを体感させ成長につながる指導を行」うとしている。
講師は、ディレクターおよびVGメンバーのほか、外部講師が招かれることがある。
クラスは、3歳～中学生を対象に複数設けられている。
| クラス       | カテゴリー | 対象年齢        | NOTE                                           |
| ------------ | ---------- | --------------- | ---------------------------------------------- |
| リトル       | 初級       | 3歳～年中       |                                                |
| キッズ       | 初級       | 4歳～小学2年生  |                                                |
| ミドル       | 中級       | 小学3年～6年生  |                                                |
| ジュニア     | 上級       | 中学生          |                                                |
| K-POP        | 初級/上級  | 小学1年～中学生 | 2023年11月開設                                 |
| ベースアップ | 上級       | 在籍生徒のみ    | 味噌天神校で開催、スキルアップのための追加授業 |

会場は以下に加え、ヴォルターズの試合開催時は会場（熊本県立総合体育館）で実施されることがある。
- 保田窪校
- 水前寺校：2021年12月開校[41]
- 小山校：2023年1月開校[42]
- 味噌天神校：2023年4月開校
- レフコ校：2023年11月開校→2024年11月会場移転により熊本南校へ改称[43]
- 熊本駅校：2024-25シーズン中に開校
- 菊陽校：2025-26シーズンに新設

レッスンは毎週火～土曜日に実施されている。スケジュールは以下の通り。
| クラス/曜日    | 火              | 水       | 木            | 金       | 土          |
| -------------- | --------------- | -------- | ------------- | -------- | ----------- |
| キッズ         | 味噌天神/熊本南 |          | 味噌天神/菊陽 | 熊本駅   | 保田窪/小山 |
| ミドル         | 味噌天神/熊本南 |          | 味噌天神/菊陽 | 熊本駅   | 保田窪/小山 |
| ジュニア       | 味噌天神        |          |               |          | 保田窪      |
| K-POP1（初級） |                 | 味噌天神 |               |          |             |
| K-POP2（上級） |                 | 味噌天神 |               |          |             |
| ベースアップ   |                 |          |               | 味噌天神 |             |

## 補足
- 「VG」(チアリーダー)はオーディションによる単年契約制により原則として契約継続はなかったが、2025-26シーズンより正社員雇用・プロ契約を積極的に推進していくこととなった。
- オーディション受験に際して性別制限はない。